# Daniel da Cruz Carvalho
Dani, właśc. Daniel da Cruz Carvalho (ur. 2 listopada 1976 w Lizbonie) – portugalski piłkarz grający na pozycji ofensywnego pomocnika. W swojej karierze rozegrał 9 meczów w reprezentacji Portugalii.

## Kariera klubowa
Swoją karierę piłkarską Dani rozpoczął w klubie Sporting CP z Lizbony. W 1994 roku awansował do kadry pierwszej drużyny Sportingu. 20 stycznia 1995 zadebiutował w pierwszej lidze portugalskiej w zremisowanym 1:1 domowym meczu z SC Farense. W sezonie 1994/1995 zdobył ze Sportingiem Puchar Portugalii.
Na początku 1996 roku Dani został wypożyczony do West Ham United. Swój debiut w Premier League zanotował 3 lutego 1996 w wygranym 1:0 domowym meczu z Nottingham Forest. W Premier League rozegrał 9 meczów i strzelił 2 gole: z Tottenhamem Hotspur (1:0) i Manchesterem City (4:2).
Latem 1996 roku Dani został zawodnikiem Ajaksu Amsterdam. W Eredivisie zadebiutował 29 września 1996 w zremisowanym 1:1 wyjazdowym meczu z FC Twente. W sezonie 1997/1998 wywalczył z Ajaksem mistrzostwo Holandii oraz zdobył Puchar Holandii. W sezonie 1998/1999 ponownie zdobył holenderski puchar.
W 2000 roku Dani wrócił do Portugalii. Został wówczas piłkarzem Benfiki. Zadebiutował w niej 2 października w spotkaniu z Bragą (2:2). W 2001 roku odszedł do Atlético Madryt. W sezonie 2001/2002 awansował z Atlético z Segunda División do Primera División. W 2003 roku odszedł z Atlético. Nie znalazł nowego klubu i w 2004 roku definitywnie zakończył karierę.
| Sezon   | Klub            | Kraj       | Rozgrywki        | Mecze | Bramki |
| ------- | --------------- | ---------- | ---------------- | ----- | ------ |
| 1994/95 | Sporting CP     | Portugalia | Primeira Liga    | 3     | 0      |
| 1995/96 | Sporting CP     | Portugalia | Primeira Liga    | 7     | 0      |
| 1995/96 | West Ham United | Anglia     | Premier League   | 9     | 2      |
| 1996/97 | AFC Ajax        | Holandia   | Eredivisie       | 17    | 4      |
| 1997/98 | AFC Ajax        | Holandia   | Eredivisie       | 18    | 3      |
| 1998/99 | AFC Ajax        | Holandia   | Eredivisie       | 18    | 1      |
| 1999/00 | AFC Ajax        | Holandia   | Eredivisie       | 19    | 4      |
| 2000/01 | SL Benfica      | Portugalia | Primeira Liga    | 5     | 0      |
| 2000/01 | Atlético Madryt | Hiszpania  | Segunda División | 19    | 1      |
| 2001/02 | Atlético Madryt | Hiszpania  | Segunda División | 37    | 6      |
| 2002/03 | Atlético Madryt | Hiszpania  | Primera División | 8     | 0      |

## Kariera reprezentacyjna
W reprezentacji Portugalii Dani zadebiutował 12 grudnia 1995 roku w zremisowanym 1:1 towarzyskim meczu z Anglią, rozegranym w Londynie. W 1996 roku zagrał na Igrzyskach Olimpijskich w Atlancie, na których zajął z Portugalią 4. miejsce. W swojej karierze grał też w: eliminacjach do MŚ 1998 i do Euro 2000. Od 1995 do 2000 roku rozegrał w kadrze narodowej 9 meczów.
Dani grał również w młodzieżowych reprezentacjach. W 1995 roku zagrał na Mistrzostwach Świata U-20, na których zajął 3. miejsce. Został wówczas wybrany drugim najlepszym piłkarzem tego turnieju.
| Mecze i gole w reprezentacji | Mecze i gole w reprezentacji | Mecze i gole w reprezentacji | Mecze i gole w reprezentacji | Mecze i gole w reprezentacji | Mecze i gole w reprezentacji | Mecze i gole w reprezentacji |
| #                            | Data                         | Stadion                      | Rywal                        | Wynik                        | Gol                          | Rozgrywki                    |
| 1995                         | 1995                         | 1995                         | 1995                         | 1995                         | 1995                         | 1995                         |
| ---------------------------- | ---------------------------- | ---------------------------- | ---------------------------- | ---------------------------- | ---------------------------- | ---------------------------- |
| 1.                           | 12.12.1995                   | Londyn, Anglia               | Anglia                       | 1:1                          | 0                            | towarzyski                   |
| 1996                         |                              |                              |                              |                              |                              |                              |
| 2.                           | 24.01.1989                   | Paryż, Francja               | Francja                      | 2:3                          | 0                            | towarzyski                   |
| 1997                         |                              |                              |                              |                              |                              |                              |
| 3.                           | 07.06.1997                   | Porto, Portugalia            | Albania                      | 2:0                          | 0                            | el. MŚ 1998                  |
| 4.                           | 20.08.1997                   | Setúbal, Portugalia          | Armenia                      | 3:1                          | 0                            | el. MŚ 1998                  |
| 5.                           | 11.10.1997                   | Lizbona, Portugalia          | Irlandia Północna            | 1:0                          | 0                            | el. MŚ 1998                  |
| 1998                         |                              |                              |                              |                              |                              |                              |
| 6.                           | 10.10.1998                   | Porto, Portugalia            | Rumunia                      | 0:1                          | 0                            | el. ME 2000                  |
| 7.                           | 18.11.1998                   | Setúbal, Portugalia          | Izrael                       | 2:0                          | 0                            | towarzyski                   |
| 2000                         |                              |                              |                              |                              |                              |                              |
| 8.                           | 23.02.2000                   | Charleroi, Belgia            | Belgia                       | 1:1                          | 0                            | towarzyski                   |
| 9.                           | 29.03.2000                   | Leiria, Portugalia           | Dania                        | 2:1                          | 0                            | towarzyski                   |